# II liga polska w piłce nożnej (1973/1974)
II liga 1973/1974 – 26. edycja rozgrywek drugiego poziomu ligowego piłki nożnej mężczyzn w Polsce. Wzięły w nich udział 32 drużyny, grając w dwóch grupach systemem kołowym. Sezon ligowy rozpoczął się w sierpniu 1973, ostatnie mecze rozegrano w czerwcu 1974.
W 1973 przeprowadzono reformę rozgrywek centralnych, której głównym elementem było zwiększenie liczby uczestników II ligi z 16 do 32 drużyn oraz podział drugiego poziomu ligowego na dwie grupy – północną i południową. Prawo gry w II lidze uzyskały: drużyny z miejsc 5–12 poprzedniej edycji, przegrani baraży o I ligę, zwycięzcy baraży o II ligę, po trzy najlepsze zespoły z 4 grup ligi międzywojewódzkiej oraz 4 zespoły dokooptowane z ligi międzywojewódzkiej (najlepsze drużyny z województw, które nie miały w poprzednim sezonie reprezentantów w II lidze: białostockiego, koszalińskiego, olsztyńskiego i zielonogórskiego).
| Poziomy rozgrywkowe w sezonie 1973/1974 | Poziomy rozgrywkowe w sezonie 1973/1974 | Poziomy rozgrywkowe w sezonie 1973/1974 |
| Rozgrywki                               | P                                       | Nazwa                                   |
| --------------------------------------- | --------------------------------------- | --------------------------------------- |
| Centralne                               | I                                       | I Liga                                  |
| Centralne                               | II                                      | II Liga (2 grupy)                       |
| Okręgowe (17 okręgów)                   | III                                     | Klasa Wojewodzka                        |
| Okręgowe (17 okręgów)                   | IV                                      | A klasa                                 |
| Okręgowe (17 okręgów)                   | V                                       | B klasa                                 |
| Okręgowe (17 okręgów)                   | VI                                      | C klasa                                 |

## Drużyny

### Grupa południowa
| Uczestnicy poprzedniej edycji | Uczestnicy poprzedniej edycji |
| ----------------------------- | ----------------------------- |
| przegrany baraży o I ligę     |                               |
| GKS Katowice                  | 4                             |
| pozostałe drużyny             |                               |
| Piast Gliwice                 | 5                             |
| Star Starachowice             | 10                            |
| Wisłoka Dębica                | 11                            |
| Stal Rzeszów                  | 12                            |
| zwycięzcy baraży o II ligę    |                               |
| Urania Ruda Śląska            | 13                            |

| zwycięzcy baraży o II ligę                |    |
| AKS Niwka                                 | 14 |
| Sparta Zabrze                             | 15 |
| Awans z ligi międzywojewódzkiej 1972/1973 |    |
| grupa zachodnia                           |    |
| Metal Kluczbork                           | 1  |
| BKS Stal Bielsko-Biała                    | 2  |
| GKS Jastrzębie                            | 3  |
| grupa zachodnia (dokooptowana)            |    |
| Zastal Zielona Góra                       | 9  |

| grupa południowa               |   |
| Stal Stalowa Wola              | 1 |
| GKS Tychy                      | 2 |
| Garbarnia Kraków               | 3 |
| grupa południowa (po barażach) |   |
| Górnik Wojkowice               | 4 |

Uwaga: Sparta Zabrze grała w poprzednim sezonie pod nazwą MGKS Mikulczyce-Rokitnica.

### Grupa północna
| Uczestnicy poprzedniej edycji | Uczestnicy poprzedniej edycji |
| ----------------------------- | ----------------------------- |
| przegrany baraży o I ligę     |                               |
| Hutnik Nowa Huta              | 3                             |
| pozostałe drużyny             |                               |
| Widzew Łódź                   | 6                             |
| Lechia Gdańsk                 | 7                             |
| Zawisza Bydgoszcz             | 8                             |
| Arka Gdynia                   | 9                             |

| Awans z ligi międzywojewódzkiej 1972/1973 | Awans z ligi międzywojewódzkiej 1972/1973 |
| ----------------------------------------- | ----------------------------------------- |
| grupa centralna                           |                                           |
| KS Lublinianka                            | 1                                         |
| Motor Lublin                              | 2                                         |
| Avia Świdnik                              | 3                                         |
| grupa centralna (po barażach)             |                                           |
| RKS Ursus                                 | 4                                         |
| grupa centralna (dokooptowani)            |                                           |
| Stomil Olsztyn                            | 7                                         |
| Włókniarz Białystok                       | 9                                         |

| grupa północna                |   |
| Stoczniowiec Gdańsk           | 1 |
| Bałtyk Gdynia                 | 2 |
| Warta Poznań                  | 3 |
| grupa północna (po barażach)  |   |
| Arkonia Szczecin              | 4 |
| grupa północna (dokooptowana) |   |
| Gwardia Koszalin              | 5 |

## Rozgrywki
Uczestnicy obu grup rozegrali po 30 kolejek ligowych (razem 240 spotkań) w dwóch rundach: jesiennej i wiosennej. Mistrzowie grup uzyskali awans do I ligi, zaś do klasy wojewódzkiej spadły drużyny z miejsc 14–16.

### Grupa południowa – tabela
| Lp. | Drużyna                 | M  | Z  | R  | P  | Bramki | Bramki | Różn. | Pkt | Uwagi                        |
| --- | ----------------------- | -- | -- | -- | -- | ------ | ------ | ----- | --- | ---------------------------- |
| 1   | GKS Tychy (M) (A)       | 30 | 18 | 6  | 6  | 47     | 22     | +25   | 42  | Awans do I ligi              |
| 2   | BKS Stal Bielsko-Biała  | 30 | 15 | 8  | 7  | 45     | 23     | +22   | 38  |                              |
| 3   | Urania Ruda Śląska      | 30 | 12 | 14 | 4  | 33     | 19     | +14   | 38  |                              |
| 4   | GKS Katowice            | 30 | 11 | 11 | 8  | 27     | 21     | +6    | 33  |                              |
| 5   | Wisłoka Dębica          | 30 | 11 | 11 | 8  | 28     | 26     | +2    | 33  |                              |
| 6   | Stal Rzeszów            | 30 | 12 | 8  | 10 | 34     | 25     | +9    | 32  |                              |
| 7   | Piast Gliwice           | 30 | 10 | 12 | 8  | 29     | 27     | +2    | 32  |                              |
| 8   | Stal Stalowa Wola       | 30 | 9  | 11 | 10 | 34     | 30     | +4    | 29  |                              |
| 9   | Metal Kluczbork         | 30 | 10 | 9  | 11 | 31     | 34     | −3    | 29  |                              |
| 10  | Górnik Wojkowice        | 30 | 12 | 5  | 13 | 29     | 35     | −6    | 29  |                              |
| 11  | Sparta Zabrze           | 30 | 8  | 12 | 10 | 20     | 25     | −5    | 28  |                              |
| 12  | Star Starachowice       | 30 | 10 | 7  | 13 | 26     | 26     | 0     | 27  |                              |
| 13  | AKS Niwka               | 30 | 9  | 8  | 13 | 27     | 34     | −7    | 26  |                              |
| 14  | Zastal Zielona Góra (S) | 30 | 7  | 11 | 12 | 27     | 48     | −21   | 25  | Spadek do klasy wojewódzkiej |
| 15  | GKS Jastrzębie (S)      | 30 | 4  | 12 | 14 | 22     | 38     | −16   | 20  | Spadek do klasy wojewódzkiej |
| 16  | Garbarnia Kraków (S)    | 30 | 5  | 9  | 16 | 22     | 48     | −26   | 19  | Spadek do klasy wojewódzkiej |

### Grupa północna – tabela
| Lp. | Drużyna                 | M  | Z  | R  | P  | Bramki | Bramki | Różn. | Pkt | Uwagi                        |
| --- | ----------------------- | -- | -- | -- | -- | ------ | ------ | ----- | --- | ---------------------------- |
| 1   | Arka Gdynia (M) (A)     | 30 | 17 | 10 | 3  | 33     | 16     | +17   | 44  | Awans do I ligi              |
| 2   | Motor Lublin            | 30 | 16 | 10 | 4  | 40     | 11     | +29   | 42  |                              |
| 3   | Widzew Łódź             | 30 | 14 | 8  | 8  | 37     | 25     | +12   | 36  |                              |
| 4   | Lechia Gdańsk           | 30 | 10 | 11 | 9  | 23     | 20     | +3    | 31  |                              |
| 5   | RKS Ursus               | 30 | 11 | 8  | 11 | 27     | 28     | −1    | 30  |                              |
| 6   | Bałtyk Gdynia           | 30 | 10 | 9  | 11 | 26     | 27     | −1    | 29  |                              |
| 7   | Stoczniowiec Gdańsk     | 30 | 10 | 8  | 12 | 24     | 24     | 0     | 28  |                              |
| 8   | Gwardia Koszalin        | 30 | 11 | 6  | 13 | 24     | 26     | −2    | 28  |                              |
| 9   | Avia Świdnik            | 30 | 9  | 9  | 12 | 24     | 25     | −1    | 27  |                              |
| 10  | Zawisza Bydgoszcz       | 30 | 8  | 11 | 11 | 24     | 27     | −3    | 27  |                              |
| 11  | Arkonia Szczecin        | 30 | 6  | 15 | 9  | 26     | 35     | −9    | 27  |                              |
| 12  | Stomil Olsztyn          | 30 | 10 | 7  | 13 | 20     | 29     | −9    | 27  |                              |
| 13  | Warta Poznań            | 30 | 8  | 11 | 11 | 16     | 32     | −16   | 27  |                              |
| 14  | Hutnik Nowa Huta (S)    | 30 | 9  | 8  | 13 | 35     | 41     | −6    | 26  | Spadek do klasy wojewódzkiej |
| 15  | Włókniarz Białystok (S) | 30 | 8  | 10 | 12 | 24     | 32     | −8    | 26  | Spadek do klasy wojewódzkiej |
| 16  | KS Lublinianka (S)      | 30 | 8  | 9  | 13 | 23     | 28     | −5    | 25  | Spadek do klasy wojewódzkiej |

## Baraże o II ligę
Po zakończeniu sezonu II ligi i klasy okręgowej A (trzeci poziom ligowy) odbyły się turnieje barażowe o udział w II lidze 1974/1975. Wzięło w nich udział 18 drużyn – mistrzowie klas okręgowych w poszczególnych województwach. Zostały one podzielone na 6 grup po 3 uczestników, których zwycięzcy zdobyli miejsca na drugim poziomie rozgrywkowym (z województwa katowickiego do baraży zakwalifikowali się zwycięzcy obu grup klasy okręgowej).

### Grupa I
Udział wzięli mistrzowie klas okręgowych w województwach: gdańskim, koszalińskim i szczecińskim.
| Lp. | Drużyna                    | M | Z | R | P | Bramki | Bramki | Różn. | Pkt | Uwagi            |
| --- | -------------------------- | - | - | - | - | ------ | ------ | ----- | --- | ---------------- |
| 1   | Stal Stocznia Szczecin (A) | 4 | 2 | 2 | 0 | 6      | 2      | +4    | 6   | Awans do II ligi |
| 2   | Olimpia Elbląg             | 4 | 1 | 1 | 2 | 4      | 4      | 0     | 3   |                  |
| 3   | Gryf Słupsk                | 4 | 1 | 1 | 2 | 2      | 6      | −4    | 3   |                  |

| Gospodarz \ Gość       | STS | ELB | GRS |
| Stal Stocznia Szczecin |     | 2:0 | 1:1 |
| Olimpia Elbląg         | 1:1 |     | 3:0 |
| Gryf Słupsk            | 0:2 | 1:0 |     |

### Grupa II
Udział wzięli mistrzowie klas okręgowych w województwach: białostockim, olsztyńskim i warszawskim (z miastem wydzielonym Warszawą).
| Lp. | Drużyna               | M | Z | R | P | Bramki | Bramki | Różn. | Pkt | Uwagi            |
| --- | --------------------- | - | - | - | - | ------ | ------ | ----- | --- | ---------------- |
| 1   | Polonia Warszawa (A)  | 4 | 4 | 0 | 0 | 11     | 1      | +10   | 8   | Awans do II ligi |
| 2   | Jagiellonia Białystok | 4 | 2 | 0 | 2 | 4      | 4      | 0     | 4   |                  |
| 3   | Śniardwy Orzysz       | 4 | 0 | 0 | 4 | 1      | 11     | −10   | 0   |                  |

| Gospodarz \ Gość      | PWA | JAG | ŚNO |
| Polonia Warszawa      |     | 2:1 | 5:0 |
| Jagiellonia Białystok | 0:1 |     | 2:1 |
| Śniardwy Orzysz       | 0:3 | 0:1 |     |

### Grupa III
Udział wzięli mistrzowie klas okręgowych w województwach: bydgoskim, poznańskim (z miastem wydzielonym Poznaniem) i zielonogórskim.
| Lp. | Drużyna            | M | Z | R | P | Bramki | Bramki | Różn. | Pkt | Uwagi            |
| --- | ------------------ | - | - | - | - | ------ | ------ | ----- | --- | ---------------- |
| 1   | Olimpia Poznań (A) | 4 | 2 | 2 | 0 | 6      | 2      | +4    | 6   | Awans do II ligi |
| 2   | Chrobry Głogów     | 4 | 1 | 3 | 0 | 5      | 3      | +2    | 5   |                  |
| 3   | Zachem Bydgoszcz   | 4 | 0 | 1 | 3 | 1      | 7      | −6    | 1   |                  |

| Gospodarz \ Gość | OLI | CHG | ZBY |
| Olimpia Poznań   |     | 2:2 | 2:0 |
| Chrobry Głogów   | 0:0 |     | 3:1 |
| Zachem Bydgoszcz | 0:2 | 0:0 |     |

### Grupa IV
Udział wzięli mistrzowie klas okręgowych w województwach: katowickim (grupa II), opolskim i wrocławskim (z miastem wydzielonym Wrocławiem).
| Lp. | Drużyna              | M | Z | R | P | Bramki | Bramki | Różn. | Pkt | Uwagi            |
| --- | -------------------- | - | - | - | - | ------ | ------ | ----- | --- | ---------------- |
| 1   | Moto Jelcz Oława (A) | 4 | 2 | 2 | 0 | 4      | 2      | +2    | 6   | Awans do II ligi |
| 2   | Walka Makoszowy      | 4 | 1 | 2 | 1 | 4      | 2      | +2    | 4   |                  |
| 3   | Stal Brzeg           | 4 | 0 | 2 | 2 | 3      | 7      | −4    | 2   |                  |

| Gospodarz \ Gość | MJO | WAM | STB |
| Moto Jelcz Oława |     | 0:0 | 2:2 |
| Walka Makoszowy  | 0:1 |     | 3:0 |
| Stal Brzeg       | 0:1 | 1:1 |     |

### Grupa V
Udział wzięli mistrzowie klas okręgowych w województwach: krakowskim (z miastem wydzielonym Krakowem), łódzkim (z miastem wydzielonym Łodzią) i rzeszowskim.
| Lp. | Drużyna               | M | Z | R | P | Bramki | Bramki | Różn. | Pkt | Uwagi            |
| --- | --------------------- | - | - | - | - | ------ | ------ | ----- | --- | ---------------- |
| 1   | Siarka Tarnobrzeg (A) | 4 | 3 | 1 | 0 | 6      | 2      | +4    | 7   | Awans do II ligi |
| 2   | Start Łódź            | 4 | 1 | 1 | 2 | 5      | 4      | +1    | 3   |                  |
| 3   | Unia Tarnów           | 4 | 1 | 0 | 3 | 3      | 8      | −5    | 2   |                  |

| Gospodarz \ Gość  | SIA | STŁ | UNT |
| Siarka Tarnobrzeg |     | 2:1 | 2:0 |
| Start Łódź        | 0:0 |     | 3:0 |
| Unia Tarnów       | 1:2 | 2:1 |     |

### Grupa VI
Udział wzięli mistrzowie klas okręgowych w województwach: katowickim (grupa I), kieleckim i lubelskim.
| Lp. | Drużyna            | M | Z | R | P | Bramki | Bramki | Różn. | Pkt | Uwagi            |
| --- | ------------------ | - | - | - | - | ------ | ------ | ----- | --- | ---------------- |
| 1   | Radomiak Radom (A) | 4 | 3 | 0 | 1 | 5      | 2      | +3    | 6   | Awans do II ligi |
| 2   | Górnik Radlin      | 4 | 3 | 0 | 1 | 7      | 3      | +4    | 6   |                  |
| 3   | Wisła Puławy       | 4 | 0 | 0 | 4 | 0      | 7      | −7    | 0   |                  |

| Gospodarz \ Gość | RAD | RAD | WPU |
| Radomiak Radom   |     | 3:1 | 1:0 |
| Górnik Radlin    | 1:0 |     | 4:0 |
| Wisła Puławy     | 0:1 | 0:1 |     |